# Farmän
Farmän, från fornnordiska farmaðr, var en term för sjöfarande  handelsmän från i huvudsak nuvarande Norden, som for ut på långväga resor till olika marknader under den yngre järnålderns sista period, vilken också kallas vikingatiden.[källa behövs]
Även om nordmän ibland kunde vara vikingar, så var de ej samtidigt farman och viking, de båda termerna ej synonyma. I Egil Skallagrimssons saga står om Bjørn Farman: "Bjørn var farmaður mikill, var stundum í víking, en stundum í kaupferðum": "Björn var stor farman, var stundom i viking och stundom på handelsfärd.".

## Etymologi
Termen uppträder som farmaðr på en runsten i Askim kirke, Askim sn, Østfold fylke, Norge, med texten Andres prestr, Farmaðr. 

## Kända farmän
Adjektivet mikill (stor, ansedd) används i isländska sagor ofta i kombination med Farman, vilket kan tolkas som att farmän åtnjöt en hög status i det fornnordiska samhället.[källa behövs]
De isländska sagorna nämner flera farmän, såsom Björn Farman och Vestein Vesteinsson (eller Vesten Vestensson). 
Gutasagan omnämner Ormika av Hejnum.